# フアン・カルロス・レアル
フアン・カルロス・レアル・ルイス（Juan Carlos Real Ruiz、1991年3月15日 - ）は、スペイン・ア・コルーニャ出身のサッカー選手。FCカルタヘナ所属。ポジションはミッドフィールダー。

## クラブ経歴
2011-12シーズン、デポルティーボ・ラ・コルーニャでプロデビュー。2013-14シーズンにはレギュラーとして活躍するも、翌シーズンには控えに回る。2015年1月、出場機会を求めてCDテネリフェに移籍した。テネリフェでは加入後すぐの定位置を確保し、リーグ後半戦だけで18試合に出場した。
2016年1月、ルーマニアのCFRクルジュと2年契約を交わした。
2018年7月22日、セグンダ・ディビシオンのUDアルメリアに1年契約で移籍した。アルメリアではトップ下の位置でスタメンになると、シーズン10ゴールを記録した。
2019年7月31日、アルメリアを退団し、フリーエージェントになっていたカルロスはSDウエスカと2年契約を結んだ。
2023年7月14日、FCカルタヘナに3年契約で移籍した。

## タイトル
デポルティーボ
- セグンダ・ディビシオン : 1回 (2011-12)

CFRクルジュ
- ルーマニア・カップ : 1回 (2015-16)

ウエスカ
- セグンダ・ディビシオン : 1回 (2019-20)